# Садокова, Анастасия Рюриковна
Анастасия Рюриковна Садокова (род. 4 июня 1962, Москва) — российский литературовед-японист, фольклорист, доктор филологических наук, профессор кафедры японской филологии Института стран Азии и Африки МГУ, исследователь мифологии Японии.

## Биография
Родилась 4 июня 1962 г. в Москве. В 1980 году поступила в Московский государственный университет им. М. В. Ломоносова. В 1985 году окончила Институт стран Азии и Африки при МГУ по специальности «Восточные языки и литература».
В 1987—2000 годах была научным сотрудником Института мировой литературы РАН. В 1989 году защитила кандидатскую диссертацию «Японская календарно-обрядовая поэзия в литературной и устной традиции». С 1998 года преподавала в Институте практического востоковедения. С 2000 года — доцент Института стран Азии и Африки МГУ. В 2000 году защитила докторскую диссертацию «Мифология народов Японии: литературные и устные версии». С 2006 года является профессором кафедры японской филологии Института стран Азии и Африки.
С 2004 года — доцент, с 2010 — профессор.
Разработаны лекционные курсы «Литературы народов Востока и их связи с русской литературой», «Особенности японских легенд и преданий», «Принципы изучения традиционных (классических) литератур Востока», «Фольклорно-мифологические мотивы в литературе стран Востока», «Фольклорная ономастика», «Основы фольклористики», «Литература Японии», «Народная культура и фольклор Японии».
Отец — Рюрик Леонидович Садоков (1929—1984), археолог, кандидат исторических наук, научный сотрудник Института этнографии АН СССР.

## Научная деятельность
Областью научных интересов является фольклор и его влияние на письменную литературу Японии.
Монография «Японская календарная поэзия» исследует проблемы взаимодействия японской календарной литературной и фольклорной поэзии на протяжении VIII—XX вв., отслеживая изменения в системе жанров, стихосложения, композиции и средств художественной выразительности. Изучение взаимодействия мифологии, религии и устного народного творчества продолжается в книге «Японский фольклор (в контексте мифолого-религиозных представлений)» (2001), где рассматриваются основные жанры японского фольклора в связи с религиозными и мифологическими представлениями японцев.
Помимо собственно японской мифологии и фольклора А. Р. Садокова занималась изучением особенностей народных верований и мифологии айнов и рюкюсцев, опираясь на собственные переводы их фольклорных произведений.
А. Р. Садокова является автором многих лекционных курсов и учебных пособий по литературе, фольклору и мифологии японцев, изданных в 2009—2010 годах.
Как переводчик и составитель участвовала в подготовке поэтических и фольклорных антологий «Поле заколдованных хризантем. Японские народные сказки» (1994), «Яшмовая нить. Антология японской классической литературы» (1998), «Японская любовная лирика» (1999), «Японские сказки» (2015).

## Основные работы
- Культ лошади в календарной поэзии японцев (К проблеме древних связей японцев с кочевыми народами) // Историко-культурные контакты народов Алтайской языковой общности. М.: Наука, 1986.
- Японская календарная поэзия. М.: Наследие, 1993. 159 с.
- Поле заколдованных хризантем. Японские народные сказки. М.: Искона, 1994. 240 с. ISBN 5-85844-029-0
- Восточная демонология: от народных верований к литературе / [отв. ред. : Н. И. Никулин, А. Р. Садокова] ; РАН, Ин-т мировой лит. им. А. М. Горького. — М.: Наследие, 1998. — С. 285. — 301 с. — 500 экз. — ISBN 5-201-13324-X.
- Японский фольклор (в контексте мифолого-религиозных представлений). М.: ИМЛИ РАН, 2001. 254 с.[2]
- Айны и рюкюсцы: народные верования, фольклор и мифология: материалы к лекционному курсу. М.: ИМЛИ РАН, 2009 173 с.
- Литература Японии : (учебно-методическая разработка лекционного курса для студентов исторического отделения). М.: Ин-т стран Азии и Африки МГУ им. М. В. Ломоносова, 2009.
- Мифология народов Японии : (краткий лекционный курс). М.: ИСАА МГУ им. М. В. Ломоносова, 2009.
- Основы фольклористики : (учебно-методическая разработка лекционного курса). М.: ИСАА МГУ, 2010.
- Фольклор и народная культура японцев : (курс лекций). М.: ИСАА МГУ им. М. В. Ломоносова, 2010.
- Японские сказки. М.: Книговек, 2015. 352 с. ISBN 978-5-4224-1064-4 (соавт. Маркова В. Н.)
- Японская культура: учебное пособие. Южно-Сахалинск, 2019.148 с. ISBN 978-5-88811-588-6 (соавт. Корнеева И. В.)
- Белинский и новая японская литература // Филология и лингвистика. Международный научный журнал. 2019. № 1. С. 4-6[3].

## Ученики
- Тен Алина Сергеевна, к. ф. н., доцент кафедры восточной филологии СахГУ.
- Корнеева Инна Владимировна, к. ф. н., заведующая кафедрой иностранного языка и страноведения СахГУ.